# Bahamská vlajka

Bahamská vlajka
Poměr stran: 1:2

Bahamská námořní vlajka
Poměr stran: 1:2

Bahamská válečná námořní vlajka
Poměr stran: 1:2

Vlajka Baham je tvořena listem o poměru stran 1:2, se třemi vodorovnými pruhy – modrým, žlutým a modrým. U žerdi je pak černý rovnostranný klín.
Černý trojúhelník symbolizuje jednotu 300 000 obyvatel Baham, kteří jsou převážně afrického původu. Modré pruhy nahoře a dole reprezentují Atlantský oceán a Karibské moře. Žlutý pruh uprostřed symbolizuje slunce a písek mezi nimi – bahamské pláže.

Rozměry bahamské vlajky
Bahamská lodní vlajka (Civil Jack) Poměr stran: 1:2

## Historie
V roce 1717 se Bahamy staly britskou kolonií.

Bahamská vlajka (1869–1904) Poměr stran: 1:2
Bahamská vlajka (1904–1923) Poměr stran: 1:2
Bahamská vlajka (1923–1953) Poměr stran: 1:2
Bahamská vlajka (1953–1964) Poměr stran: 1:2
Britská státní námořní vlajka na Bahamách (1964–1973) Poměr stran: 1:2

7. ledna 1964 byla udělena Bahamám samospráva a 10. července 1973 byla vyhlášena nezávislost. Ve stejný den byla přijata vlajka. Autorem designu vlajky byl Dr. Hervis Bain, který navrhl i státní znak.

## Commonwealth
Bahamy jsou členem Commonwealthu (který užívá vlastní vlajku) a zároveň je hlavou státu britský panovník (Commonwealth realm), kterého zastupuje generální guvernér (viz seznam vlajek britských guvernérů).
V roce 1960 byla navržena osobní vlajka Alžběty II., určená pro reprezentaci královny v její roli hlavy Commonwealthu na územích, ve kterých neměla jedinečnou vlajku – to byl i případ Baham (viz seznam vlajek Alžběty II.).

Osobní vlajka královny Alžběty II. (1960–2022) Poměr stran: 1:1
Vlajka bahamského generálního guvernéra Poměr stran: 1:2